# Cerrito (Paraguay)
Cerrito è un centro abitato del Paraguay, nel dipartimento di Ñeembucú, di cui forma uno dei 16 distretti; la località dista 478 km dalla capitale del paese, Asunción e si trova sulla sponda destra del fiume Paraná.

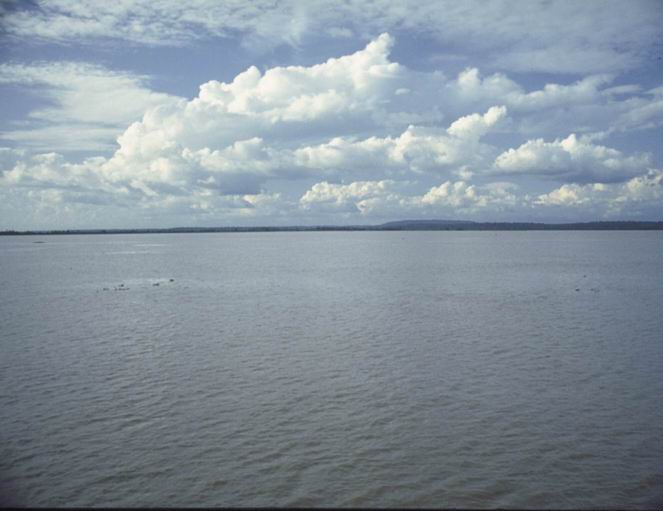
Fiume Paraná

## Popolazione
Al censimento del 2002 la località contava una popolazione urbana di 1.035 abitanti (4.647 nel distretto).

## Origine del nome
Con ogni probabilità il nome Cerrito (in italiano “piccolo colle”) deriva dal fatto che il centro abitato si trova su una serie di dune di sabbia, dalla più alta delle quali si può godere una magnifica vista sul fiume Paraná.

## Economia
L'attività principale del luogo è la pesca. Il buon potenziale turistico non è ben sfruttato a causa della mancanza di infrastrutture e servizi.

### Turismo
Cerrito presenta chilometri di spiagge fluviali che sono frequentate da un esiguo numero di turisti. La laguna Sirena e le isole di spiaggia bianca all'interno del fiume sono annoverate tra i migliori scenari che possa offrire il paese. Il posto offre inoltre agli appassionati la possibilità di noleggiare barche e attrezzatura per cimentarsi nella pesca.
Non è raro trovare tra la sabbia delle spiagge frammenti di ceramica lavorata con diversi disegni risalenti al periodo precolombiano, testimonianza dell'antichissima frequentazioni di questi luoghi.

## Infrastrutture e trasporti
Per arrivare a Cerrito occorre affrontare un centinaio di chilometri di strade sterrate, provenendo sia da Pilar che dal dipartimento di Misiones; la mancanza di investimenti in tal senso è il principale freno allo sviluppo economico del centro abitato e del distretto. Le numerose lance che solcano il Paraná permettono i collegamenti con l'Argentina.